# French Kiss
French Kiss (フレンチ・キス Furenchi Kisu) là một nhóm nhỏ của nhóm nhạc nữ Nhật Bản AKB48, được sản xuất bởi Akimoto Yasushi.

## Lịch sử
Vào ngày 28 tháng 6 năm 2010, Kashiwagi Yuki thông báo French Kiss sẽ được hình thành và ra mắt lần đầu với đĩa đơn Zutto mae kara (ずっと前から) tại buổi biểu diễn của Team B. "Zutto mae kara" được sử dụng làm bài hát kết thúc cho anime "Major Friday season", phát sóng trên NHK Educational TV. Câu khẩu hiệu của nhóm là "Oya ni shoukai shitai 3nin gumi" (「親に紹介したい3人組」 "Bộ ba mà (tôi) muốn giới thiệu với bố mẹ (tôi))
Sau 4 tháng từ lúc phát hành đĩa đơn đầu tiên, họ phát hành đĩa đơn thứ 2 "If" vào ngày 19 tháng 1 năm 2011. Đĩa đơn này xếp thứ 2 (sau Hadakanbo (はだかんぼ) của Yamashita Tomohisa) trên bảng xếp hạng hàng tuần của Oricon và xếp thứ nhất trong Billboard Japan Hot 100 ngày 31 tháng 1. Đĩa đơn thứ 4 "Saisho no mail" (最初 の メ ー ル) được phát hành vào ngày 22 tháng 11 năm 2011
Nhóm chính thức giải thể vào năm 2015

### Các thành viên
- Kuramochi Asuka (倉持明日香 ) (AKB48 Team B)
- Takajo Aki (高城亜樹 ) (AKB48 Team K)
- Kashiwagi Yuki (柏木由紀) (AKB48 Team B, NGT48)

## Danh sách đĩa nhạc

### Đĩa đơn
| Năm  | Tên                                                                 | Doanh số | Vị trí                | Vị trí                  | Vị trí               |
| Năm  | Tên                                                                 | Doanh số | Oricon Singles Charts | Billboard Japan Hot 100 | RIAJ digital tracks* |
| ---- | ------------------------------------------------------------------- | -------- | --------------------- | ----------------------- | -------------------- |
| 2010 | "Zutto mae kara" (ずっと前から "Since long time ago")               | 52,141   | 5                     | 5                       | 91                   |
| 2011 | "If"                                                                | 97,113   | 2                     | 1                       | 22                   |
| 2011 | "Kakko warui I love you" (カッコ悪いI love you "Uncool I love You") | 142,810  | 2                     | 3                       | 26                   |
| 2011 | "Saisho no Mail" (最初のメール "First e-mail")                      | 145,163  | 1                     | 2                       | 24                   |
| 2012 | "Romance Privacy" (ロマンス・プライバシー)                          | 98,214   | 2                     | 2                       |                      |
| 2014 | "Omoidasenai Hana" (思い出せない花)                                 | 43,381   | 2                     | 5                       |                      |

* RIAJ Digital Tracks được thành lập vào tháng 4 năm 2009